# Chongqing Poly Tower
La Chongqing Poly Tower est un gratte-ciel de 286 mètres construit en 2013 à Chongqing en Chine.
L'architecte est la société chinoise East China Architectural Design & Research Institute (ECADI) basée à Shanghai. Elle a également assuré l’ingénierie du bâtiment.